# Библиотека консерватизма
Библиотека консерватизма (нем. Bibliothek des Konservatismus (BdK)) — специализированная научная библиотека в Берлине. В центре его внимания научно-популярная литература консервативных, правых и либертарианских авторов с XVIII по начало XIX века. Главный фундамент библиотеки был заложен писателем и публицистом Каспаром фон Шренк-Нотцингом, который передал свою обширную частную коллекцию книг. BdK открылся в 2012 году в Берлине. К 2019 году его каталогизированный фонд насчитывал более 30 000 наименований. Библиотека финансируется и поддерживается Фондом консервативного образования и исследований (Förderstiftung Konservative Bildung und Forschung, FKBF).

## История
Писатель и публицист Каспар фон Шренк-Нотизинг (1927—2009) был потомком старой баварской семьи. Он является автором бестселлеров и консервативной критикой в послевоенной Германии, который основал в 1970 году выходящий раз в два месяца журнал «Criticón». Журнал стал центром внимания для консервативной и правой интеллигенции в Федеративной Республике Германии.
В 2000 году Каспар фон Шренк-Нотизинг основал Фонд консервативного образования и исследований (FKBF) в Мюнхене, чтобы сохранить свою частную библиотеку, насчитывающую около 20 000 книг. Позже председателем фонда стал Дитер Штайн, редактор еженедельной газеты Junge Freiheit.
В 2012 году библиотека открылась для публики в Берлине. В дополнение к коллекции Шренк-Нотизинг он получил в наследство библиотеку консервативного социального философа Гюнтера Рормозера из Штутгартского университета (около 10 000 книг) и другие пожертвования.
FKBF владеет современным зданием в Берлине, подарком судовладельца и предпринимателя Фолькарда Эдлера из Гамбурга. Здание находится напротив Universität der Künste (Берлинского университета искусств) в Шарлоттенбурге.
Директором библиотеки является Вольфганг Фенске, доктор протестантского богословия и бывший пастор. В интервью Гессенскому радио Фенске сказал, что к консервативному мышлению его привлекла его оппозиция школьным учителям поколения 1968 года. В разговоре с корреспондентом радиостанции «Дойчландфунк» Фенске утверждал, что даже современное консервативное мышление уходит корнями в античную и христианскую философию естественного права.

## Фонды библиотеки
На момент открытия у BdK было около 60 000 наименований, теперь они заявляют, что владеют более чем 136 000 единиц хранения, в основном книгами, а также 500 журналами и политическими плакатами с 1848 года, а также графикой. Около четверти их фондов (34 000 наименований) каталогизированы. Основная масса работ принадлежит консервативным и правым авторам с 1789 года до начала XIX века. Среди книг есть работы (часто ранние гравюры) британских писателей от Эдмунда Берка до Роджера Скратона, французских деятелей от Ришельё до Луи-Фердинанда Селина, консервативных немцев из области искусства и литературы, таких как Рихард Вагнер, Стефан Джордж, философ Иоганн Готлиб Фихте и консервативный политик Отто фон Бисмарк, а также авторы движения «Консервативной революции» межвоенного периода, такие как Артур Мёллер ван ден Брук, Эрнст Юнгер, Карл Шмитт, Освальд Шпенглер, а также Томас Манн . Этому посвящена коллекция Шренк-Нотцинга и его соавтора из Ciriticón Armin Mohler . В библиотеке хранятся в основном произведения по политологии, истории, социологии, искусству и некоторые по экономике.
В 2012 году BdK также приобрел большую коллекцию из нескольких тысяч книг и брошюр немецкого движения Pro Life.
Библиотека является членом Ассоциации немецких библиотек (Deutscher Bibliotheksverband). Это вызвало критику со стороны левых организаций, которые назвали библиотеку «крайне правым» учреждением. Среди критиков в 2013 году были представители студентов Берлинского технического университета и глава Берлинской организации молодых социалистов (Jusos) Кевин Кюнерт, ныне вице-председатель Немецкой социал-демократической партии СДПГ.

## Деятельность
Помимо предоставления доступа к большому количеству научно-популярной литературы, BdK также считается аналитическим центром современного консервативного и правого движения в Германии. Каждые одну-две недели фонд проводит лекции и семинары в залах библиотеки в центре Берлина (Шарлоттенбург, недалеко от железнодорожной станции Bahnhof Zoo). В библиотеке были спикеры и гости из европейских университетов, журналисты, а также правые политики, в основном из христианских демократов и « Альтернативы для Германии». Глава антифашистской ассоциации Апабиз назвал библиотеку «демонстрационным проектом новых правых» и раскритиковал, что политикам ХДС нет запретов встречаться и разговаривать там.